# Teatro San Benedetto
El Teatro San Benedetto va ser un teatre de Venècia particularment destacat en la vida operística de la ciutat al segle xviii i principis del xix. Va veure les estrenes de més de 140 òperes, incloent L'italiana in Algeri de Rossini i fou el teatre escollit per a la presentació de les òperes serioses fins que es va construir La Fenice el 1792.

## Història
El teatre, petit i elegant, va ser construït per Michele Grimani en un terreny propietat de la família Venier. Va ser inaugurat el 26 de desembre de 1755 amb una representació de l'òpera de Gioacchino Cocchi Zoe. El 1766 la propietat del San Benedetto va passar dels Grimani a un consorci de famílies patrícies de Venècia que havien estat titulars de llotges en el teatre. El disseny original del teatre va ser circular. No obstant això, es va reconstruir en la forma tradicional de ferradura després d'un incendi el 1773. El 1786, el consorci de propietaris va haver de cedir el teatre a la família Venier després d'una demanda, i més tard van construir La Fenice. El teatre llavors es va convertir en el Teatro Venier (o Teatro Venier a San Benedetto). El 1810, la propietat va passar a l'empresari Giovanni Gallo, i durant un temps va ser conegut com el Teatre Gallo. Els seus fills, que havien heretat el teatre el 1847, el van rebatejar com a Teatro Rossini el 1868 en honor de Gioachino Rossini, les òperes del qual L'italiana in Algeri i Eduardo e Cristina s'hi havien estrenat durant el segle, però per llavors els seus dies de glòria com a teatre d'òpera s'havien acabat.
En 1937 l'edifici es va remodelar completament com a cinema, el Cinema Rossini, amb una nova façana de l'arquitecte italià Carlo Scarpa. El cinema va tancar el 2007.

## Estrenes absolutes
| - Zoe de Gioacchino Cocchi, 1755 - L'Angelica de Francesco Brusa, 1756 - La Semiramide riconosciuta de Francesco Brusa, 1756 - Catone in Utica de Vincenzo Legrenzio Ciampi, 1756 - Adriano in Siria de Francesco Brusa, 1757 - Sesostri de Baldassare Galuppi, 1757 - Nitteti de Johann Adolf Hasse, 1758 - Gianguir de Vincenzo Legrenzio Ciampi, 1759 - La clemenza di Tito de Giuseppe Scarlatti, 1760 - Olimpiade de Gregorio Sciroli, 1760 - Artaserse de Gian Francesco de Majo, 1762 - Antigono de Baldassare Galuppi, 1762 - Alessandro Severo d'Antonio Sacchini, 1763 - Merope de Gaetano Latilla, 1763 - Adriano in Siria de Pietro Alessandro Guglielmi, 1765 - Artaserse de Giuseppe Ponzo, 1766 - L'Olimpiade de Francesco Brusa, Pietro Alessandro Guglielmi e Antonio Gaetano Pampani, 1767 - Il re pastore de Pietro Alessandro Guglielmi, 1767 - Ezio de Ferdinando Bertoni, 1767 - Antigono de Gian Francesco de Majo, 1767 - Arsace de Carlo Franchi, 1768 - Il Demetrio d'Antonio Gaetano Pampani, 1768 - Alessandro in Armenia de Giovanni Battista Borghi, 1768 - Demofoonte de Josef Mysliveček, 1769 - Alessandro Severo d'Antonio Sacchini, 1769 - Ezio de Gian Francesco de Majo, 1769 - Cajo Mario de Pasquale Anfossi, 1770 - Didone abbandonata de Gian Francesco de Majo, 1770 - Vologeso de Giuseppe Colla, 1770 - Siroe de Giovanni Battista Borghi, 1771 - Adriano in Siria d'Antonio Sacchini, 1771 - Il matrimonio per astuzia d'Andrea Luchesi, 1771 - Andromaca de Ferdinando Bertoni, 1771 - Artaserse de Vincenzo Manfredini, 1772 - Ezio de Giuseppe Gazzaniga, 1772 - Motezuma de Baldassare Galuppi, 1772 - Merope de Giacomo Insanguine, 1772 - Antigono de Pasquale Anfossi, 1773 - Solimano de Johann Gottlieb Naumann, 1773 - Ricimero de Giovanni Battista Borghi, 1773 - La villanella inconstante de Johann Gottlieb Naumann, 1773 - La clemenza di Tito de Josef Mysliveček, 1774 - Ipermestra de Johann Gottlieb Naumann, 1774 - Olimpiade de Pasquale Anfossi, 1774 - Demofoonte de Giovanni Paisiello, 1775 - Artaserse de Giovanni Battista Borghi, 1775 - Aristo e Temira de Ferdinando Bertoni, 1776 - Orfeo ed Euridice de Ferdinando Bertoni, 1776 - Antigona de Michele Mortellari, 1776 - Creonte de Dmytro Stepanovyč Bortnjans'kyj, 1776 - Telemaco ed Eurice nell'isola di Calipso de Ferdinando Bertoni, 1776 - Eumene de Giovanni Battista Borghi, 1777 - Caio Mario de Carlo Monza, 1777 - Alessandro nell'Indie de Luigi Marescalchi, 1778 - Vologeso re de' Parti de Giacomo Rust, 1778 - La Circe de Josef Mysliveček, 1779 | - Adriano in Siria de Felice Alessandri, 1779 - Armida abbandonata de Ferdinando Bertoni, 1780 - Giulia Sabino de Giuseppe Sarti, 1781 - Cajo Mario de Ferdinando Bertoni, 1781 - Arbace de Giovanni Battista Borghi, 1782 - Artemisia de Giuseppe Callegari, 1782 - Zamira de Pasquale Anfossi, 1782 - Attalo, re di Bitinia de Giuseppe Sarti, 1782 - Piramo e Tisbe de Francesco Bianchi, 1783 - Eumene de Ferdinando Bertoni, 1783 - Osmane de Giuseppe Giordani, 1784 - Il disertore de Francesco Bianchi, 1784 - Ademira d'Andrea Luchesi, 1784 - Ricimero de Niccolò Antonio Zingarelli, 1785 - Alessandro nell'Indie de Francesco Bianchi, 1785 - Alonso e Cora de Francesco Bianchi, 1786 - Circe de Giuseppe Gazzaniga, 1786 - Demofoonte de Alessio Prati, 1786 - L'orfano cinese de Francesco Bianchi, 1787 - Calto de Francesco Bianchi, 1788 - Agesilao, re di Sparta de Gaetano Andreozzi, 1788 - Arminio de Gaetano Andreozzi, 1788 - Arsace de Pietro Alessandro Guglielmi, 1788 - Rinaldo de Pietro Alessandro Guglielmi, 1789 - Zenobia di Palmira de Pasquale Anfossi, 1789 - Aspasia de Giuseppe Giordani, 1790 - Teodolinda de Francesco Gardi, 1790 - L'apoteosi d'Ercole de Angelo Tarchi, 1790 - Angelica e Medoro de Ferdinando Bertoni, 1791 - Catone in Utica de Peter Winter, 1791 - Seleuco, re di Siria de Francesco Bianchi, 1791 - Il sacrifizio di Creta, ossia Arianna e Teseo de Peter Winter, 1792 - Aci e Galatea de Francesco Bianchi, 1792 - Eugenia de Sebastiano Nasolini, 1792 - Dorval e Virginia de Angelo Tarchi, 1793 - Gl'innamorati de Sebastiano Nasolini e Vittorio Trento, 1793 - I fratelli rivali de Peter Winter, 1793 - Amore la vince de Sebastiano Nasolini, 1793 - Belisa, ossia La fedeltà riconosciuta de Peter Winter, 1794 | - Oro non compra amore, ossia Il barone di Moscabianca de Luigi Caruso, 1794 - I raggiri fortunati de Sebastiano Nasolini, 1795 - La pupilla scaltra de Pietro Alessandro Guglielmi, 1795 - Merope de Sebastiano Nasolini, 1796 - Gl'Indiani de Sebastiano Nasolini, 1796 - Zaira de Sebastiano Nasolini, 1797 - Fernando nel Messico de Marcos António Portugal, 1798 - Adriano in Siria de Johann Simon Mayr, 1798 - Le tre orfanelle, o sia La scuola di musica de Marcello Bernardini, 1798 - Melinda de Sebastiano Nasolini, 1798 - Che originali! de Johann Simon Mayr, 1798 - Amor ingegnoso de Johann Simon Mayr, 1798 - L'ubbidienza per astuzia de Johann Simon Mayr, 1798 - Non irritar le donne, ossia Il chiamantesi filosofo de Marcos António Portugal, 1798 - Le quattro mogli de Gaetano Marinelli, 1799 - Il contravveleno de Francesco Gardi, 1799 - Bajazette de Gaetano Marinelli, 1799 - Labino e Carlotta de Johann Simon Mayr, 1799 - L'avaro de Johann Simon Mayr, 1799 - La pazza giornata, ovvero Il matrimonio di Figaro de Marcos António Portugal, 1799 - La testa riscaldata de Ferdinando Paer, 1800 - La sonnambula de Ferdinando Paer, 1800 - L'unione mal pensata d'Andrea Basili, 1801 - Diritto e rovescio, ovvero Una della solite trasformazioni nel mondo de Francesco Gardi, 1801 - Adelaide e Tebaldo de Raffaele Orgitano, 1801 - Il convitato di Pietra de Francesco Gardi, 1802 - I castelli in aria, ossia Gli amanti per accidente de Johann Simon Mayr, 1802 - Guerra con tutti, ovvero Danari e ripieghi de Francesco Gardi, 1803 - Il fiore, ossia Il matrimonio per svenimento de Ferdinando Orlandi, 1803 - Pamela nubile de Pietro Generali, 1804 - Elisa, ossia Il monte San Bernardo de Johann Simon Mayr, 1804 - Un buco nella di porta de Francesco Gardi, 1804 - La donna selvaggia de Carlo Coccia, 1813 - L'italiana in Algeri de Gioachino Rossini, 1813 - Clotilde de Carlo Coccia, 1815 - Etelinda de Carlo Coccia, 1816 - Malvina de Nicola Vaccai, 1816 - L'ingenua de Giovanni Pacini, 1816 - Il lupo di Ostenda, ossia L'innocenza salvata dalla colpa de Nicola Vaccai, 1818 - La sposa fedele de Giovanni Pacini, 1819 - Eduardo e Cristina de Gioachino Rossini, 1819 - Il Ferramondo d'Antonio Buzzolla, 1836 - Emma di Resburgo de Giacomo Meyerbeer, 1819 - Monsieur de Chalumeaux de Federico Ricci, 1835 - Ida della Torre de Alessandro Nini, 1837 - Mastino I della Scala d'Antonio Buzzolla, 1841 - Crispino e la comare de Federico Ricci e Luigi Ricci, 1850 - I due ritratti de Luigi Ricci, 1850 |